# This Little Wiggy
«This Little Wiggy» (с англ. — «Малыш Вигги») — восемнадцатый эпизод девятого сезона мультсериала «Симпсоны». Впервые вышел в эфир 22 марта 1998 года. Сценарий написал Дэн Грини, а режиссёром серии стал Нил Аффлек.

## Сюжет
В класс Барта приходит робот и рассказывает об открытии Спрингфилдского Дома Знаний. Симпсоны решают отправиться туда. Поначалу Гомеру и Барту эта идея не очень нравится, но вскоре они замечают гигантские научные аттракционы и не жалеют о поездке. Гомер развлекается в отделе полового воспитания, а Барт катается на скейте по макету Марса. Там он и замечает Ральфа Виггама, которого вскоре засовывают в гигантское ухо хулиганы Джимбо, Дольф, Нельсон и Керни. Мардж интересуется Ральфом и замечает, что он не вполне адекватный мальчик, у которого нет друзей и очень богатая фантазия. Пытаясь помочь ему, Мардж решает сдружить Барта и Ральфа, к несчастью для первого.
Барта в Ральфе абсолютно ничего не интересует, к тому же он боится, что его увидят друзья-хулиганы, и тогда его статусу конец. Но тут Барт вспоминает, что папа Ральфа — полицейский, значит, у него полно интересных вещей, связанных с преступностью. Тогда дружба Барта и Ральфа начинает укрепляться, особенно после того, как Барт увидел у Шефа Виггама настоящую полицейскую отмычку. Барт специально приходит к Ральфу на ночь, и они, прихватив папину отмычку, отправляются в магазин игрушек, где они вовсю играют с товаром. По пути они встречают хулиганов — друзей Барта. Поначалу они насмехаются над Бартом, но увидев отмычку, сразу же замолкают. Вшестером друзья отправляются в заброшенную тюрьму. А поскольку Ральф не хочет идти в тюрьму, потому что очень боится, Барт бросает его и уходит вместе с ключом.
Но всё же Барт не может бросить Ральфа, и тогда хулиганы забирают ключ у Барта и забрасывают его в тюрьму, а сами уходят за грушами. Барт с Ральфом отправляются за ключом и почти забирают его, но тут же ключ схватила крыса и выронила только у двери «Опасно! Не входить!». Разумеется, Барт с Ральфом заходят туда и обнаруживают электрический стул, на котором Барт «убивает» молодоженов со свадебного торта, а после они сбегают домой.
Уже дома Барт видит по телевизору — мэр Квимби решает продемонстрировать, как умирают на электрическом стуле, ведь он не знает о том, что включить-то стул Барт с Ральфом включили, а выключить — забыли! Барт не знает, как остановить смерть мэра, но Ральф подсказывает ему, что надо обратиться за помощью к Лизе. Она пишет записку с предупреждением и посылает её в тюрьму при помощи игрушечной ракеты Барта. Но ракета перелетает тюрьму и приземляется в кармане у Мистера Бернса. Узнав о том, что тюрьма уже долгие месяцы пользуется бесплатным электричеством, Бернс немедленно отключает электричество в ней, тем самым случайно спасая жизнь мэру, который уже успел наэлектризоваться до обморока. Вся семья благодарит Ральфа за то, что он предложил обратиться за помощью к Лизе, и хотя девочка недовольна тем, что вся слава досталась Ральфу, тот факт, что Ральфу редко удается услышать похвалу в свой адрес, заставляет её тоже аплодировать Ральфу, которому снова начинает видеться странный вымышленный лепрекон.